# A Belle to Remember
A Belle to Remember è il primo EP da solista di Hayley Kiyoko, uscito nel 2013.

## Tracce
1. A Belle to Remember – 3:26
2. Rich Youth – 3:27
3. Maple – 3:01
4. Hit & Run – 3:33
5. Wild & Wicked World – 3:24
6. Better Than Love – 3:09